# Ectemnius hypsae
Ectemnius hypsae é uma espécie de insetos himenópteros, mais especificamente de vespas pertencente à família Crabronidae.
A autoridade científica da espécie é De Stefani, tendo sido descrita no ano de 1894.
Trata-se de uma espécie presente no território português.